# Sympistis semicollaris
Sympistis semicollaris là một loài bướm đêm thuộc họ Noctuidae. Nó được tìm thấy ở the vicinity of Vịnh Georgia và phía đông của Cascades from south-miền trung British Columbia tới miền trung Oregon.
Sải cánh dài khoảng 31 mm.